# Xuefeng Yicun
Xuefeng Yicun (chiń. 雪峰義存, pinyin Xuěfēng Yìcún; kor. 설봉의존 Sŏlbong Uijon; jap. Seppo Gison (Zokotsu) ; wiet. Tuyết Phong Nghĩa Tồn; ur. 822, zm. 908) – chiński mistrz chan.

## Życiorys
Pochodził z buddyjskiej, od wielu pokoleń, rodziny, która żyła w dystrykcie Nan’an w Quanzhou (dzisiejsza prowincja Fujian). Już jako niemowlę odmówił spożywania niewegetariańskiego pożywienia. W wieku 12 lat opuścił swojego ojca i został uczniem Winai u mistrza Qingxuana w klasztorze Yuijian (Jadeitowej Doliny) w mieście Putian w tej samej prowincji. Podczas prześladowań buddyzmu za cesarza Wuzonga (w czasie okresu Huichang) został zmuszony do opuszczenia klasztoru. Jednak potem kontynuował swoją praktykę u mistrza Yuanzhao (znanego także jako Changzhao) na górze Furong (Lotosu) w Hunanie. Według Chuandeng lu, to właśnie ten nauczyciel rozpoznał wielkie możliwości swojego ucznia.
Gdy cesarz Xuanzong pozwolił na restaurację buddyzmu (po 847 r.) Xuefeng rozpoczął wędrówkę po różnych regionach północnych Chin. Pełną ordynację mnisią przyjął w 850 r. w klasztorze Baocha w Youzhou (obecnie Pekin) w prow. Hebei. W tym momencie przestał się interesować Winają i zaczął szukać nauczycieli chan.
W końcu został uczniem mistrza chan Deshana Xuanjiana z Wuling w Hunanie. Według Zutang ji Xuefeng zadał mistrzowi pytanie Czy powinienem czynić rozróżnienia pomiędzy pojazdami (skt yana; chiń. cheng) chanu? i został potraktowany kijem oraz pytaniem O czym ty mówisz?, co doprowadziło Xuefenga do zrozumienia istoty chanu (czyli oświecenia). Tekst Song Gaoseng zhuan podaje zapewne najpewniejszą wersję oświecenia Xuefenga. Wydarzyło się ono podczas wędrówki z jego przyjaciółmi, którymi byli Yantou Quanhuo i Qinshan Wensui. To oświecenie zostało później potwierdzone przez mistrza Deshana.
W okresie Gantong (860–874) Xuefeng powrócił do swojego byłego klasztoru na górze Lotosu i następnie wybudował klasztor Guangfu na szczycie Xuefeng (Śnieżny Szczyt) góry Xianggu (Kieł Słonia). Przyciągnął wielką liczbę uczniów, do 1500. W następnym okresie Qianfu (874–878) klasztor został oficjalnie uznany przez władze i mistrz Xuefeng został uhonorowany purpurową szatą i tytułem Prawdziwie Oświecony Wielki Mistrz (zhenjue dashi) (lub Wielki Mistrz Prawdziwego Oświecenia). Wszystkie źródła potwierdzają, że chociaż mistrz przyjął wyróżnienia, to w ogóle one na niego nie wpłynęły, do tego stopnia, że odmawiał każdemu zaproszeniu go na dwór cesarski.
Po kilku latach w swoim klasztorze Xuefeng rozpoczął w 891 r. kolejną wędrówkę po Chinach. Udał się najpierw do Danqiu (w prow. Hebei), do Siming (w prow. Zhejiang). W 892 r. mistrz wykonuje ceremonie buddyjskie dla wojska w kraju Wu (Jiangsu). Z tego wynika, że był wiodącym buddystą tego regionu i w pewnym sensie wykonywanie takich ceremonii mogło należeć do jego obowiązków. W 894 r. powrócił z Wu do Min, do swojego klasztoru. Schyłek dynastii Tang był pełen chaosu, zamieszek, wszędzie grasowali bandyci, niektóre tereny były kontrolowane przez rebeliantów. Z tego chaosu (W ciągu 55 (891–946) lat w Min rządziło 7 władców. Z tekstów wynika, że wszyscy zabiegali o poparcie Xuefenga, obdarowując klasztor. Szczególnie hojnym był cesarz Wang Shenzhi (pan. 897–925), któremu naprawdę zależało na rozwoju buddyzmu i wydrukował nawet pełne wydanie kanonu buddyjskiego) wyłonił się Xuefeng, który już nie był tylko opatem wiodącego klasztoru w rejonie, ale państwowym prałatem z obowiązkiem szerzenia Dharmy w tych trudnych czasach. Huefeng ze swoimi uczniami (szczególnie z Xuansha Shibeiem) bywał częstym gościem na dworze cesarza Wanga Shenzhiego, z którym dyskutowano o buddyzmie. Również sam klasztor mistrza służył spotkaniom ze świeckimi urzędnikami.
W trzecim miesiącu 908 r. Xuefeng zachorował. Gubernator Fuzhou przysłał mu lekarza, ale mistrz odmówił Nie jestem chory. Nie ma potrzeby leczenia. Skomponował wiersz przekazania Dharmy. Drugiego dnia piątego miesiąca wyszedł rankiem na spacer na pola przed klasztorem. Powrócił wieczorem, wykąpał się i zmarł tej nocy.
Xuefeng występuje w 13 gong’anie z Wumenguan w gong’anach 5, 22, 44, 49, 51 i 66 z Biyan lu oraz w gong’anach 24, 33, 50 i 55 oraz w komentarzach 21, 29, 38, 63, 64, 71, 73, 79, 81, 87, 92 i 98 z Congronglu.

## Linia przekazu Dharmy
Pierwsza liczba oznacza liczbę pokoleń mistrzów od 1 Patriarchy indyjskiego Mahakaśjapy.
Druga liczba oznacza liczbę pokoleń od 28/1 Bodhidharmy, 28 Patriarchy Indii i 1 Patriarchy Chin.
- 33/6. Huineng (638–713)
  - 34/7. Qingyuan Xingsi (660–740)
    - 35/8. Shitou Xiqian (700–790)
      - 36/9. Tianhuang Daowu (748–807)
        - 37/10. Longtan Chongxin (782–865)
          - 38/11. Deshan Xuanjian (819–914)
            - 39/12. Xuefeng Yicun (822–908)
              - 40/13. Taiyuan Fu (868–937)
              - 40/13. Wŏnnap Koreańczyk
              - 40/13. Yŏngjo Koreańczyk (zm. ok. 947)
              - 40/13. Furong Lingxun (bd)
              - 40/13. Jingqing Daofu*  (863–937) (także Shunde)
              - 40/13. Cuiyan Lingcan*  (Cuiyan Yongming)(bd)
              - 40/13. Yunmen Wenyan*  (862–949) szkoła yunmen
              - 40/13. Baofu Congzhan*  (zm. 928)
                - 41/14. Zhaoqing Wendeng (884–972) – autor Quanzhou Qianfo xinzhu zhuzu song (Nowo skomponowane pochwały różnych mistrzów patriarchalnych [ułożone w] klasztorze Qianfo w Quanzhou) (ok. 945)
                - 41/14. Lontan Ruxin (bd)
                - 41/14. Shangu Xingchong (bd)
                - 41/14. Baoci Wenqin (bd)
                - 41/14. Yanshou Huilun (bd)
                  - 42/15. Guizong Daoquan (bd)

              - 40/13. Xuansha Shibei*  (835–908)
                - 41/14. Zhongta Huiqui (bd)
                - 41/14. Luohan Guichen (867–928)
                  - 42/15. Longji Shaoxiu (zm. 954)
                  - 42/15. Tianbing Congyi (bd)
                  - 42/15. Qingqi Hongjin (bd)
                  - 42/15. Fayan Wenyi (885–958) szkoła fayan

              - 40/13. Changqing Huileng*  (854–932)
                - 41/14. Xianzong Cichan (bd)
                - 41/14. Zhaoqing Daokuang (bd)
                - 41/14. Baozi Guangyun (bd)

              - 40/13. Zhangsheng Jiaoran*  (bd)
              - 40/13. Ehu Zhifu*  (bd)
              - 40/13. Dapu Xuantong*  (bd)
              - 40/13. Bao’en Huaiyue*  (bd)
              - 40/13. Huadu Shiye*  (bd)
              - 40/13. Gushan Shenyan*  (bd)
              - 40/13. Xiangshou Shaoxiang*  (bd)
              - 40/13. Anguo Hongtao*  (bd)
              - 40/13. Jiyun Lingzhao*  (bd)
              - 40/13. Yongfu Congyan*  (bd)
              - 40/13. Fuqing Xuanna*  (bd)
              - 40/13. Hushan Yanzong*  (bd)
              - 40/13. Nanyue Weijing*  (bd) (Weijing Chanshi) – autor Xu Baolin zhuan (Ciągły przekaz z Lasu Skarbu)
              - 40/13. Yueshan Jianzhen*  (bd)
              - 40/13. Shuilong Daopu*  (bd)
              - 40/13. Dongyan Kexiu (bd)

- Asteryskiem (*) zaznaczeni uczniowie wymienieni w Zutang ji.